# Починок (Югское сельское поселение)
Починок — деревня в Череповецком районе Вологодской области.
Входит в состав Югского сельского поселения (с 1 января 2006 года по 8 апреля 2009 года входила в Домозеровское сельское поселение), с точки зрения административно-территориального деления — в Домозеровский сельсовет.
Расстояние по автодороге до районного центра Череповца — 15 км, до центра муниципального образования Нового Домозерова — 10 км. Ближайшие населённые пункты — Жары, Рослино, Горка.
По переписи 2002 года население — 249 человек (111 мужчин, 138 женщин). Преобладающая национальность — русские (99 %).